# Ron Wyden

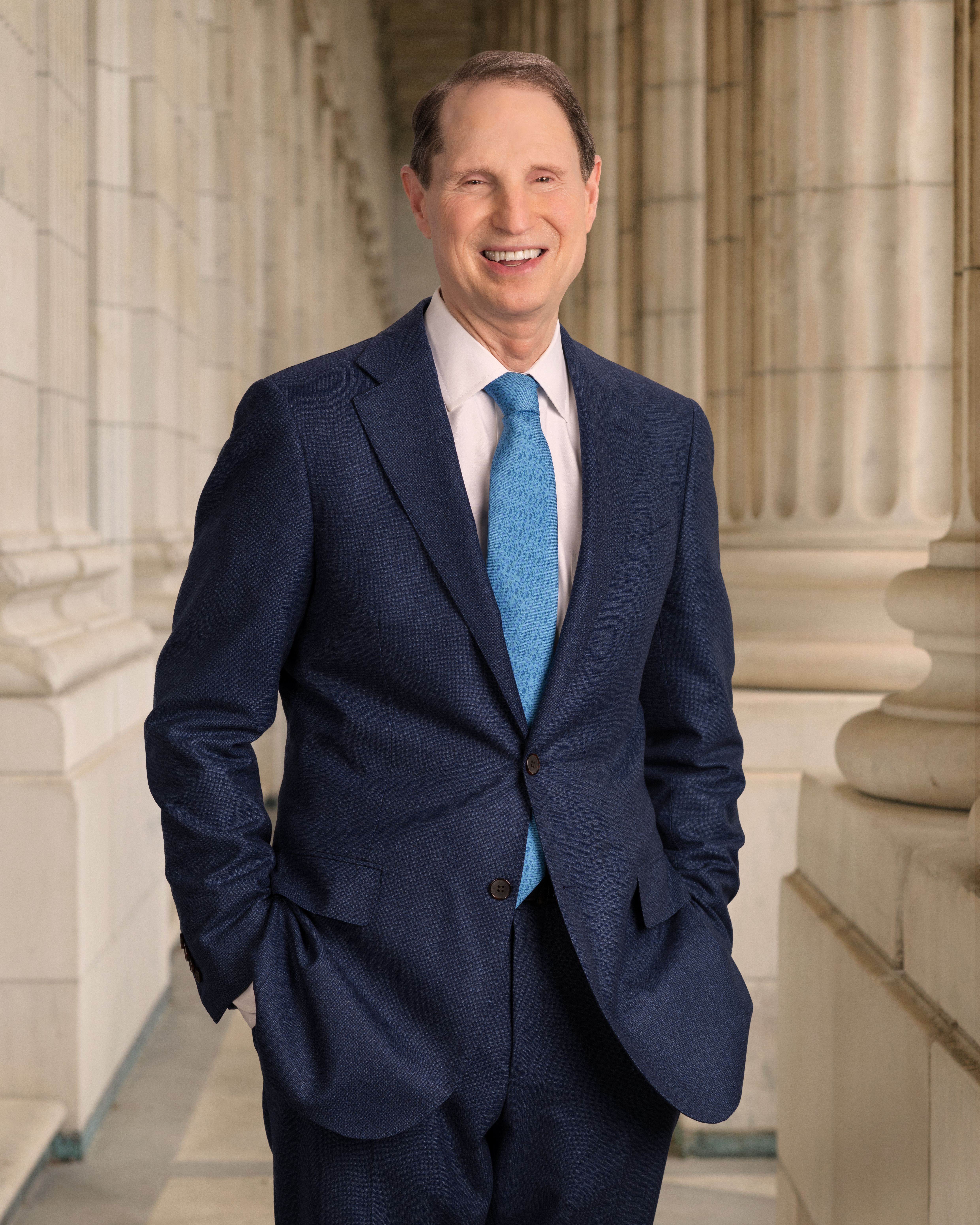
Ron Wyden (2021)

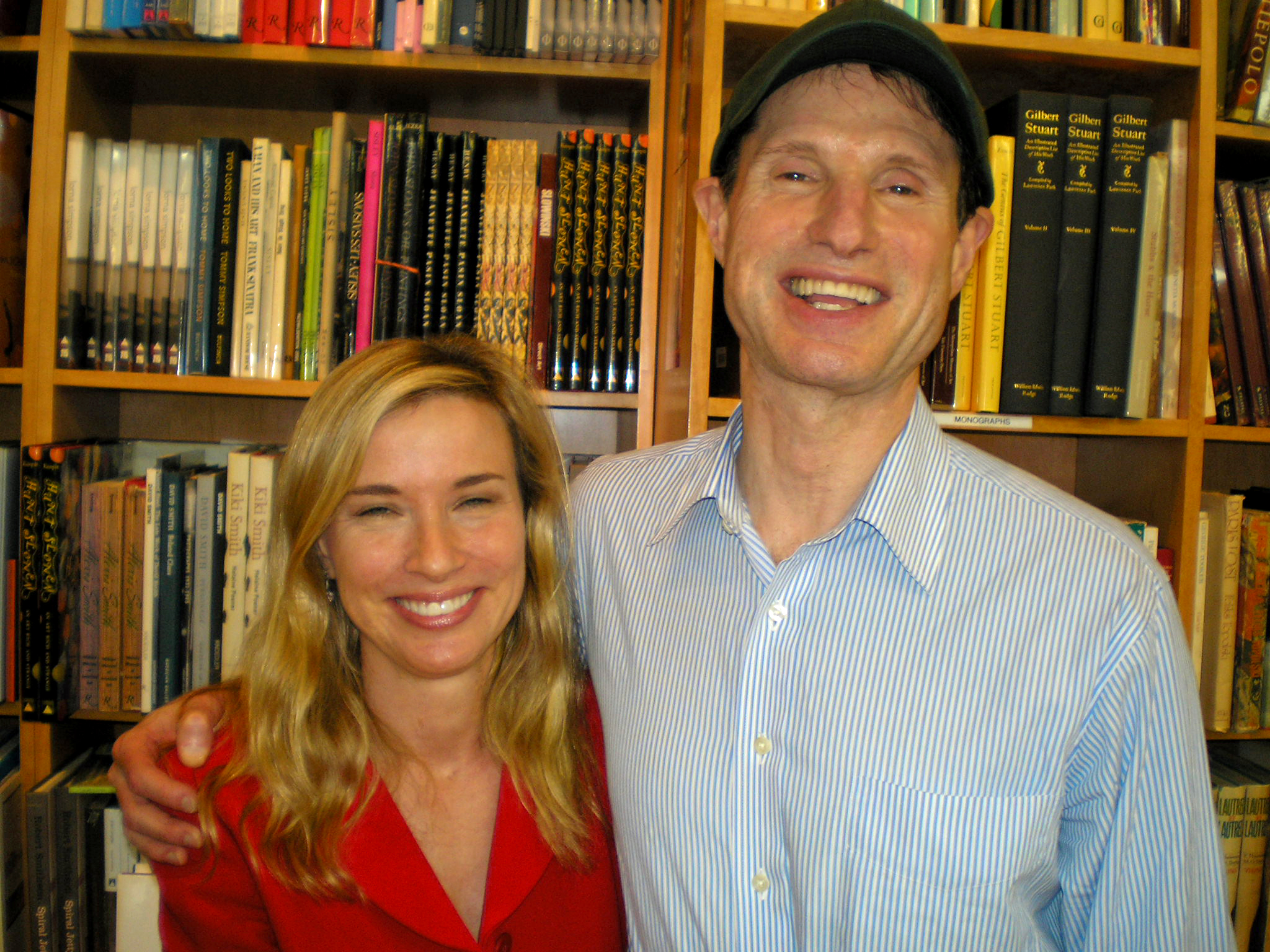
Ron Wyden und Ehefrau Nancy (2006)

Ronald „Ron“ Lee Wyden [ˈɹɑːnəld liː ˈwaɪdɪn] (* 3. Mai 1949 in Wichita, Kansas) ist ein US-amerikanischer Politiker der Demokratischen Partei. Seit 1996 vertritt Wyden den Bundesstaat Oregon im Senat der Vereinigten Staaten.

## Leben
Wyden wurde als Sohn von Edith Rosenow und Peter Wyden, der später als Autor bekannt wurde, geboren. Seine jüdischen Eltern waren aus Deutschland geflohen, ein Großvater ist Georg Rosenow. Er wuchs in Palo Alto, Kalifornien, auf und besuchte die Palo Alto High School. Danach studierte er an der University of California, Santa Barbara und wechselte dann zur Stanford University, wo er das Studium 1971 mit einem B.A. abschloss. Das anschließende Studium an der University of Oregon School of Law beendete er 1974 mit einem J.D. (Juris Doctor) in Rechtswissenschaften.
Mit seiner ersten Ehefrau Laurie hat Wyden zwei erwachsene Kinder. In zweiter Ehe ist er seit 2005 mit Nancy Bass verheiratet, mit der er drei weitere Kinder hat. Die Familie lebt in Portland, Oregon.

## Politik
Als Politiker der Demokratischen Partei gelang ihm im Januar 1981 der Einzug als Abgeordneter in das Repräsentantenhaus der Vereinigten Staaten, dem er bis Februar 1996 angehörte. 1996 wurde Wyden Senator für den Bundesstaat Oregon im Senat der Vereinigten Staaten, indem er den Republikaner Gordon H. Smith besiegte. Er führte zeitweise den Vorsitz im Finanzausschuss. Er wurde 2016 und 2022 wiedergewählt.
Wyden war im Rahmen der Globalen Überwachungsaffäre maßgeblich an der Aufdeckung extremer Datenschutzverletzungen der NSA beteiligt.